# GWR 1016 Class
GWR 1016 Class — тип грузопассажирских танк-паровозов с двойной рамой и осевой формулой 0-3-0, построенных в количестве 60 единиц Джорджем Армстронгом на Вулвергемптонском паровозостроительном заводе Большой западной железной дороги в 1867—1871 годах.

## Постройка и эксплуатация
Паровозы 1016 Class были изготовлены в пяти партиях по дюжине единиц:
- № 1016–1027 (партия B, 1867)
- № 1028–1039 (партия C, 1867-8)
- № 1040–1051 (партия J, 1870)
- № 1052–1063 (партия K, 1870-1)
- № 1064–1075 (партия L, 1871)

Паровозы были распределены между Северным и Южным дивизионами дороги. 4 были списаны ещё до 1914 года, но остальные превысили пробег в миллион миль. Полследним, летом 1935 года, был списан № 1047 в возрасте 65 лет.

## Конструкция и модификации
По образцу более ранних паровозов GWR 302 Class Джозефа Армстронга, для 1016 был избран диаметр колёс 4 ф. 6 д. (1372 мм) и база 15 ф. 6 д. (4724 мм). Эти размеры оставались традиционными для больших танк-паровозов GWR влоть до колеттовских GWR 5700 Class, и, с незначительными изменениями, хоксуортовских GWR 9400 Class, разработанных в 1947 году. В целом 1016 Class сильно напоминали суиндонские стандартные товарные Джозефа Армстронга, причём в экипажной части — сильнее всего.
Длина котла составляла 11 ф. 0 д. (3353 мм) при наружном диаметре 4 ф. 7+7/8 д. (1419 мм).
Паровозы изначально были оборудованы тормозами с деревянными колодками, пока в 1870-е вся GWR не перешла на чугунные колодки и паровой тормоз.
В 1879—1895 годах цилиндры были расточены с 16 ″ (406 мм) до 17 ″ (432 мм), а диаметр колёс при насадке более толстых бандажей увеличился до 4 ф. 7+7/8 д. (1419 мм). Изначально у паровозов были короткие седельные танки. Замену котлов паровозы проходили в Суиндоне, и при этом водяные танки также заменяли на новые, полной длины. С 1911 года на всех паровозвх, кроме 11 единиц, танки были заменены на вьючные при переделке нк отлов на топки Бельпера. После 1922 года паровозы получали более прочные котлы, рассчитанные на повышенное давление пара. Угольные ящики были разнообразные, суиндонских и вулвергемптонских образцов.

## Внешние ссылки
- № 1047 на станции Бирмингем-Сноу-Хилл в 1912 году. Архивировано из оригинала 4 марта 2016 года.